# Liste des espèces de ptérosaures
Cette liste des ptérosaures inclut les genres et espèces classés dans l'ordre des ptérosaures actuellement connus et considérés comme valides classés dans l'ordre alphabétique et accompagnés du nom de leur(s) ou des découvreur(s) ainsi que de l'année de la découverte.
Lorsqu'une espèce a été successivement attribuée à plusieurs genres ou que des espèces précédemment considérée comme différentes sont aujourd'hui identifiés comme n'en formant qu'une seule, les espèces invalides sont indiqués dans la colonne "Synonymes".
Les genres non valides ou ayant autrefois été identifiés à tort comme des ptérosaures sont inclus dans une seconde liste en bas de la page.

## Termes utilisés dans cet article
- Genre : rang taxinomique regroupant des espèces très proches. Un genre peut être constitué d'une seule espèce s'il n'en existe aucune autre suffisamment similaire pour y être incluse ; dans ce cas, il est dit monospécifique.

- Ichnoespèce / ichnogenre : espèce/genre que l'on connaît uniquement par son "travail" fossilisé (le plus souvent des empreintes de pas, voire des pistes mais aussi des terriers, des nids…).

- Nomen dubium (littéralement nom douteux) : nom dont il est impossible de dire s'il correspond à un taxon en particulier, généralement car l'holotype est trop fragmentaire ou bien a été détruit ou égaré.

- Nomen nudum (littéralement nom nu) : nom utilisé pour désigner un taxon dans une ou plusieurs publications scientifique mais n'ayant pas (encore) été formellement décrit ou relié à une description existante. Un nomen nudum est considéré comme invalide.

## A
- Haut – A
- B
- C
- D
- E
- F
- G
- H
- I
- J
- K
- L
- M
- N
- O
- P
- Q
- R
- S
- T
- U
- V
- W
- X
- Y
- Z

| Genre                                           | Espèce                                       | Synonymes | Notes | Image                                                        |
| ----------------------------------------------- | -------------------------------------------- | --- | --- | ------------------------------------------------------------ |
| Aerodactylus Vidovic et Martill, 2014           | A. scolopaciceps Meyer, 1860                 | - Pterodactylus scolopaciceps | Initialement considéré comme une espèce de Pterodactylus avant d'être élevé au rang de genre en 2014, toutefois, selon Christopher Bennet, le genre ne serait pas distinguable de Pterodactylus. |                                                              |
| Aerodraco Holgado et Pêgas, 2020                | A. sedgwickii Owen, 1859                     | - Pterodactylus sedgwickii - Ornithocheirus sedgwicki - Coloborhynchus sedgwickii - Camposipterus sedgwickii | Initialement classée dans le genre Pterodactylus | fragment de rostre fossile vu sous différents angles.        |
| Aerotitan Novas et al., 2012                    | A. sudamericanus Novas et al., 2012          | aucun synonyme | |                                                              |
| Aetodactylus Myers, 2010                        | A. halli Myers, 2010                         | aucun synonyme | |                                                              |
| Afrotapejara Martill et al. 2020                | A. zouhri Martill et al. 2020                | aucun synonyme | |                                                              |
| Alamodactylus Andres & Myers, 2013              | A. byrdi Andres & Myers, 2013                | aucun synonyme | |                                                              |
| Alanqa Ibrahim et al., 2010                     | A. saharica Ibrahim et al., 2010             | aucun synonyme | |                                                              |
| Alcione Longrich et al., 2018                   | A. elainus Longrich et al., 2018             | aucun synonyme | | Holotype d'Alcione elainus                                   |
| Allkaruen Codorniú et al. 2016                  | A. koi Codorniú et al. 2016                  | aucun synonyme | | éléments du squelette d'Allkaruen koi                        |
| Altmuehlopterus Vidovic & Martill 2017          | A. rhamphastinus Wagner, 1851                | - Ornithocephalus ramphastinus - Ornithocephalus rhamphastinus - Germanodactylus rhamphastinus - Daitingopterus rhamphastinus                                                                                   | Initialement placé par Johann Andreas Wagner en 1851 dans le genre Ornithocephalus, l'épithète spécifique ramphastinus est corrigé en rhamphastinus en 1860. En 1970, Peter Wellnhofer l'attribue au genre Germanodactylus mais un cladograme publié en 2004 Michael Maisch et al. le considère comme un genre à part, Daitingopterus cependant il ne fera jamais l'objet d'une description officielle sous ce nom qui restera donc un nomen nudum En 2017, il est finalement décrit sous son nom actuel par Vidovic et Martill. |                                                              |
| Angustinaripterus Xinlu et al., 1983            | A. longicephalus Xinlu et al., 1983          | aucun synonyme | |                                                              |
| Anhanguera Campos & Kellner, 1985               | A. blittersdorfi Campos & Kellner, 1985      | | Espèce type |                                                              |
| Anhanguera Campos & Kellner, 1985               | A. piscator Kellner & Tomida, 2000           | - Coloborhynchus piscator | Anciennement consideré comme une espèce de Coloborhynchus |                                                              |
| Anhanguera Campos & Kellner, 1985               | A. spielbergi Veldmeijer, 2003               | - Coloborhynchus spielbergi | Anciennement considéré comme une espèce de Coloborhynchus |                                                              |
| Anurognathus Döderlein, 1923                    | A. ammoni Döderlein, 1923                    | aucun synonyme | | Anurognathus ammoni chassant le papilon Kalligramma haeckeli |
| Apatorhamphus McPhee et al., 2020               | A. gyrostega McPhee et al., 2020             | aucun synonyme | | Fragment de rostre d'Apatoramphus vu sous plusieurs angles   |
| Arambourgiania Nesov et al., 1987               | A. philadelphiae Arambourg, 1959             | - Titanopteryx philadelphiae | Initialement nommé Titanopteryx par Camille Arambourg en 1959 mais le paléontologue Lev Nesov s'étant aperçu que ce nom avait déjà été attribué à une mouche de la famille des simulidés décrite en 1934 par Günther Enderlein rebaptise le genre de son nom actuel en hommage à Arambourg. | Deux Arambourgiana se disputant une proie                    |
| Araripedactylus Wellnhofer, 1977                | A. dehmi Wellnhofer, 1977                    | aucun synonyme | |                                                              |
| Araripesaurus Price, 1971                       | A. castilhoi Price, 1971                     | aucun synonyme | |                                                              |
| Archaeoistiodactylus Lü et Fucha, 2010          | A. linglongtaensis Lü et Fucha, 2010         | aucun synonyme | |                                                              |
| Arcticodactylus Kellner, 2015                   | A. cromptonellus Jenkins et al., 2001        | - Eudimorphodon cromptonellus | Initialement classé dans le genre Eudimorphodon |                                                              |
| Ardeadactylus Bennett, 2013                     | A. longicollum Meyer, 1854                   | - Pterodactylus longipes - Pterodactylus longicollum - Diopecephalus longicollum - Ornithocephalus vulturinus - Pterodactylus vulturinus - Pterodactylus suevicus - Cycnorhamphus fraasi - Pterodactylus fraasi | Initialement classé dans le genre Pterodactylus |                                                              |
| Argentinadraco Kellner et Calvo, 2017           | A. barrealensis Kellner et Calvo, 2017       | aucun synonyme | |                                                              |
| Arthurdactylus Frey et Martill, 1994            | A. conandoylei Frey et Martill, 1994         | - Arthurdactylus conan-doylei | Son nom spécifique fût corrigé en 1998, les signes diacritiques n'étant pas autorisés dans les noms scientifiques. |                                                              |
| Aurorazhdarcho Frey, Meyer et Tischlinger, 2011 | A. micronyx Meyer, 1856                      | - Pterodactylus nettecephaloides - Ornithocephalus redenbacheri - Pterodactylus micronyx - Pterodactylus pulchellus - Aurorazhdarcho primordius                                                                 | Initialement assigné au genre Pterodactylus |                                                              |
| Aussiedraco Kellner, Rodrigues et Costa, 2011   | A. molnari Kellner, Rodrigues et Costa, 2011 | aucun synonyme | |                                                              |
| Austriadactylus Dalla Vecchia et al., 2002      | A. cristatus Dalla Vecchia et al., 2002      | aucun synonyme | |                                                              |
| Austriadraco Kellner, 2015                      | A. dallavecchiai Kellner, 2015               | aucun synonyme | |                                                              |
| Aymberedactylus Pêgas et al., 2016              | A. cearensis Pêgas et al., 2016              | aucun synonyme | | Mâchoire fossile d'Aymberedactylus cearensis                 |
| Azhdarcho Nesov, 1984                           | A. lancicollis Nesov, 1984                   | aucun synonyme | |                                                              |

## B
- Haut – A
- B
- C
- D
- E
- F
- G
- H
- I
- J
- K
- L
- M
- N
- O
- P
- Q
- R
- S
- T
- U
- V
- W
- X
- Y
- Z

| Genre                                             | Espèce                                       | Synonymes                                         | Notes | Image                                                               |
| ------------------------------------------------- | -------------------------------------------- | ------------------------------------------------- | --- | ------------------------------------------------------------------- |
| Bakonydraco Ősi, Weishampel & Jianu, 2005         | B. galaczi Ősi, Weishampel & Jianu, 2005     | aucun synonyme                                    | |                                                                     |
| Balaenognathus Martill et al., 2023               | B. maeuseri Martill et al., 2023             | aucun synonyme                                    | | Fossile holotype de Balaenognathus vu sous lumière ultraviolette    |
| Barbaridactylus Longrich, Martill, & Andres, 2018 | B. grandis Longrich, Martill, & Andres, 2018 | aucun synonyme                                    | | Fossiles de Barbaridactylus                                         |
| Barbosania Elgin & Frey, 2011                     | B. gracilirostris Elgin & Frey, 2011         | aucun synonyme                                    | |                                                                     |
| Batrachognathus Ryabinin, 1948                    | B. volans Ryabinin, 1948                     | aucun synonyme                                    | | Silhouette de Batrachognathus, en blanc, le matériel fossile connu. |
| Beipiaopterus Lü, 2003                            | B. chenianus Lü, 2003                        | aucun synonyme                                    | | Silhouette de Beipiaopterus, en blanc, le matériel fossile connu.   |
| Bellubrunnus Hone et al, 2012                     | B. rothgaengeri Hone et al., 2012            | aucun synonyme                                    | |                                                                     |
| Bennettazhia Nesov, 1991                          | B. oregonensis Gilmore, 1928                 | - Pteranodon oregonensis                          | Initialement assigné au genre Pteranodon | Silhouette de Bennetazhia, en blanc, le matériel fossile connu.     |
| Bergamodactylus Kellner, 2015                     | B. wildi Kellner, 2015                       | aucun synonyme                                    | |                                                                     |
| Bogolubovia Nesov & Yarkov, 1989                  | B. orientalis Bogolioubov, 1914              | - Ornithostoma orientalis - Pteranodon orientalis | |                                                                     |
| Boreopterus Lü & Ji, 2005                         | B. cuiae Lü & Ji, 2005                       | - Zhenyuanopterus longirostris?                   | Espèce type, Selon Mark Witton, il est possible que Boreopterus cuiae et Zhenyuanopterus longirostris soient en fait le même animal à des ages différents, étant respectivement le juvénile et l'adulte,. |                                                                     |
| Boreopterus Lü & Ji, 2005                         | B. giganticus Jiang et al., 2014             | aucun synonyme                                    | |                                                                     |
| Brasileodactylus Kellner, 1984                    | B. araripensis Kellner, 1984                 | aucun synonyme                                    | |                                                                     |

## C
- Haut – A
- B
- C
- D
- E
- F
- G
- H
- I
- J
- K
- L
- M
- N
- O
- P
- Q
- R
- S
- T
- U
- V
- W
- X
- Y
- Z

| Genre                                                   | Espèce                                                   | Synonymes | Notes                                                                                   | Image |
| ------------------------------------------------------- | -------------------------------------------------------- | --- | --------------------------------------------------------------------------------------- | --- |
| Cacibupteryx Gasparini, Fernández, & de la Fuente, 2004 | C. caribensis Gasparini, Fernández, & de la Fuente, 2004 | aucun synonyme |                                                                                         | |
| Caelestiventus Britt et al., 2018                       | C. hanseni Britt et al., 2018                            | aucun synonyme |                                                                                         | |
| Caiuajara Manzig et al., 2014                           | C. dobruskii Manzig et al., 2014                         | aucun synonyme |                                                                                         | Morceaux du crâne holotype de Caiuajara dobruskii (specimen CP.V 1449) avec la silhouette de la tête d’un individu adulte. |
| Camposipterus Rodrigues & Kellner, 2013                 | C. nasutus Seeley, 1870                                  | - Ornithocheirus nasutus |                                                                                         | Partie antérieure du rostre                                                                                                |
| Camposipterus Rodrigues & Kellner, 2013                 | C. colorhinus Seeley, 1870                               | - Ornithocheirus colorhinus |                                                                                         | |
| Campylognathoides Strand, 1928                          | C. liasicus Quenstedt, 1858                              | |                                                                                         | |
| Campylognathoides Strand, 1928                          | C. zitteli Plieninger                                    | - Campylognathus zitteli | Espèce type, initialement appelé Campylognathus zitteli mais le genre était déjà occupé | |
| Carniadactylus Dalla Vecchia, 2009                      | C. rosenfeldi Dalla Vecchia, 1995                        | - Eudimorphodon rosenfeldi |                                                                                         | Fossile holotype de Carniadactylus rosenfeldi                                                                              |
| Cascocauda Yang et al., 2022                            | C. rong Yang et al., 2022                                | aucun synonyme |                                                                                         | |
| Cathayopterus Wang & Zhou, 2006                         | C. grabaui Wang & Zhou, 2006                             | aucun synonyme |                                                                                         | |
| Caulkicephalus Steel et al., 2005                       | C. trimicrodon Steel et al., 2005                        | aucun synonyme |                                                                                         | |
| Caupedactylus Kellner, 2013                             | C. ybaka Kellner, 2013                                   | aucun synonyme |                                                                                         | Reconstitution d'un crâne de Caupedactylus.                                                                                |
| Caviramus Fröbisch et Fröbisch, 2006                    | C. schesaplanensis Fröbisch et Fröbisch, 2006            | - Raeticodactylus filisurensis? Stecher, 2008 |                                                                                         | |
| Cearadactylus Leonardi et Borgomanero, 1985             | C. atrox Leonardi et Borgomanero, 1985                   | aucun synonyme |                                                                                         | |
| Changchengopterus Lü, 2009                              | C. pani Lü, 2009                                         | aucun synonyme |                                                                                         | |
| Chaoyangopterus Wang et Zhou, 2003                      | C. zhangi Wang et Zhou, 2003                             | aucun synonyme |                                                                                         | |
| Cimoliopterus Rodrigues et Kellner, 2013                | C. cuvieri Bowerbank, 1851                               | - Pterodactylus cuvieri - Ornithocheirus cuvieri - Coloborhynchus cuvieri - Anhanguera cuvieri - Ornithocheirus brachyrhinus? - Pterodactylus fittoni? - Ornithocheirus fittoni? - Anhanguera fittoni?                                                                                 |                                                                                         | Lonchodectes compressirostris (en haut à droite) et Cimoliopterus cuvieri (en bas à droite).                               |
| Cimoliopterus Rodrigues et Kellner, 2013                | C. dunni Myers, 2015                                     | |                                                                                         | |
| Coloborhynchus Owen, 1874 [réf. souhaitée]              | C. clavirostris                                          | |                                                                                         | |
| Comodactylus Galton, 1981                               | C. ostromi                                               | aucun synonyme |                                                                                         | |
| Cretornis Frič, 1881                                    | C. hlavaci                                               | - Ornithocheirus hlavaci |                                                                                         | |
| Cryodrakon Hone, Habib et Therrien, 2019                | C. boreas                                                | aucun synonyme |                                                                                         | |
| Ctenochasma Meyer, 1852                                 | C. elegans Wagner, 1861                                  | - Ornithocephalus brevirostris - Pterodactylus brevirostris - Ptenodracon brevirostris - Pterodactylus elegans |                                                                                         | |
| Ctenochasma Meyer, 1852                                 | C. roemeri Meyer, 1852                                   | |                                                                                         | |
| Ctenochasma Meyer, 1852                                 | C. taqueti Bennett, 2007                                 | |                                                                                         | |
| Cuspicephalus Martill et Etches, 2011                   | C. scarfi                                                | aucun synonyme |                                                                                         | |
| Cycnorhamphus Seeley, 1870                              | C. suevicus Quenstedt, 1855                              | - Gallodactylus canjuersensis Fabre, 1974 - Ornithocephalus eurychirus Wagner, 1857 - Pterodactylus eurychirus Wagner, 1857 - Pterodactylus suevicus Quenstedt, 1855 - Pterodactylus suevicus eurychirus Wagner, 1857 - Pterodactylus wuerttembergicus Quenstedt, 1854 (nomen oblitum) |                                                                                         | Silhouette de Cycnoramphus, en blanc, le matériel fossile connu.                                                           |

## D
- Haut – A
- B
- C
- D
- E
- F
- G
- H
- I
- J
- K
- L
- M
- N
- O
- P
- Q
- R
- S
- T
- U
- V
- W
- X
- Y
- Z

| Genre                                             | Espèce                                 | Synonymes | Notes       | Image |
| ------------------------------------------------- | -------------------------------------- | --- | ----------- | ----- |
| Daohugoupterus Cheng et al., 2015                 | D. delicatus                           | aucun synonyme |             |       |
| Darwinopterus Lü et al., 2010                     | D. linglongtaensis Wang et al., 2010   | |             |       |
| Darwinopterus Lü et al., 2010                     | D. modularis Lü et al., 2010           | | Espèce type |       |
| Darwinopterus Lü et al., 2010                     | D. robustodens Lü et al., 2011         | |             |       |
| Dearc Jagielska et al., 2022                      | D. sgiathanach Jagielska et al., 2022  | aucun synonyme |             |       |
| Dendrorhynchoides Ji, Ji & Padian, 1999           | D. curvidentatus Ji & Ji, 1998         | - Dendrorhynchus curvidentatus | Espèce type |       |
| Dendrorhynchoides Ji, Ji & Padian, 1999           | D. mutoudengensis                      | |             |       |
| Dermodactylus Marsh, 1881                         | D. montanus Marsh, 1878                | - Pterodactylus montanus |             |       |
| Dimorphodon Owen, 1859                            | D. macronyx Buckland, 1829             | - Pterodactylus macronyx - Rhamphorhynchus macronyx | Espèce type |       |
| Dimorphodon Owen, 1859                            | D. weintraubi Clark et al., 1998       | |             |       |
| Diopecephalus Seeley, 1871                        | D. kochi Wagner, 1837 [réf. souhaitée] | - Cycnorhamphus fraasii - Gallodactylus longicollum - Pterodactylus frassi - Ornithocephalus longipes - Ornithocephalus vulturinus - Pterodactylus longicollis - Pterodactylus longicollum - Pterodactylus suevicus - Pterodactylus vulturinus |             |       |
| Domeykodactylus Martill, Frey, Diaz et Bell, 2000 | D. ceciliae                            | aucun synonyme |             |       |
| Dorygnathus Wagner, 1860                          | D. banthensis Theodori, 1830           | - Dimorphodon banthensis - Ornithocephalus banthensis - Pterodactylus banthensis - Pterodactylus (Rhamphorhynchus) (ensirostris) banthensis (nomen oblitum) - Rhamphorhynchus banthensis - Rhamphorhynchus (ensirostris) macronyx banthensis (nomen oblitum) - Rhamphorhynchus ensirostris, (nomen oblitum) - Pterodactylus goldfussi (nomen dubium) - Rhamphorhynchus goldfussi (nomen dubium) - Pterodactylus macronyx (nomen dubium) - Rhamphorhynchus macronyx (nomen dubium) - Dorygnathus mistelgauensis |             |       |
| Douzhanopterus Wang et al., 2017                  | D. zhengi                              | aucun synonyme |             |       |
| Draigwenia                                        | D. platystomus                         | - Ambyldectes platystomus - Lonchodectes platystomus - Ornithocheirus platystomus |             |       |
| Dsungaripterus Young, 1964                        | D. weii                                | |             |       |

## E
- Haut – A
- B
- C
- D
- E
- F
- G
- H
- I
- J
- K
- L
- M
- N
- O
- P
- Q
- R
- S
- T
- U
- V
- W
- X
- Y
- Z

| Genre                                   | Espèce             | Synonymes      | Notes       | Image                                                    |
| --------------------------------------- | ------------------ | -------------- | ----------- | -------------------------------------------------------- |
| Elanodactylus Andres et Ji, 2008        | E. prolatus        | aucun synonyme |             |                                                          |
| Eoazhdarcho Lü et Ji, 2005              | E. liaoxiensis     | aucun synonyme | Espèce type |                                                          |
| Eopteranodon Lü et Zhang, 2005          | E. lii             |                |             |                                                          |
| Eopteranodon Lü et Zhang, 2005          | E. yixianensis     |                |             |                                                          |
| Eosipterus Ji et Ji, 1997               | E. yangi           | aucun synonyme |             |                                                          |
| Epapatelo                               | E. otyikokolo      | aucun synonyme |             | Dessin d'Epapatelo échappant au plésiosaure Cardiocorax. |
| Eudimorphodon Zambelli, 1973            | E. ranzii          | aucun synonyme |             |                                                          |
| Eurazhdarcho Vremir et al., 2013        | E. langendorfensis | aucun synonyme |             |                                                          |
| Europejara Vullo et al., 2012           | E. olcadesorum     | aucun synonyme |             |                                                          |
| Eurolimnornis Kessler et Jurcsák , 1986 | E. corneti         | aucun synonyme |             |                                                          |

## F
- Haut – A
- B
- C
- D
- E
- F
- G
- H
- I
- J
- K
- L
- M
- N
- O
- P
- Q
- R
- S
- T
- U
- V
- W
- X
- Y
- Z

| Genre                                    | Espèce        | Synonymes | Notes | Image |
| ---------------------------------------- | ------------- | --------- | ----- | ----- |
| Feilongus Wang et al., 2005              | F. youngi     |           |       |       |
| Fenghuangopterus Lü, Fucha et Chen, 2010 | F. lii        |           |       |       |
| Ferrodraco Pentland et al., 2019         | F. lentoni    |           |       |       |
| Forfexopterus Jiang et al., 2016         | F. jeholensis |           |       |       |

## G
- Haut – A
- B
- C
- D
- E
- F
- G
- H
- I
- J
- K
- L
- M
- N
- O
- P
- Q
- R
- S
- T
- U
- V
- W
- X
- Y
- Z

| Genre                                     | Espèce                                    | Synonymes                 | Notes       | Image |
| ----------------------------------------- | ----------------------------------------- | ------------------------- | ----------- | ----- |
| Gegepterus Wang et al., 2007              | G. changi                                 |                           |             |       |
| Geosternbergia Miller, 1978               | G. maiseyi Kellner, 2010                  |                           |             |       |
| Geosternbergia Miller, 1978               | G. sternbergi                             |                           | Espèce type |       |
| Germanodactylus Young, 1964               | G. cristatus Wiman, 1925                  | - Pterodactylus cristatus |             |       |
| Gladocephaloideus Lü et al., 2012         | G. jingangshanensis                       |                           |             |       |
| Gnathosaurus Meyer, 1833 [réf. souhaitée] | G. macrurus Seeley, 1869 [réf. souhaitée] |                           |             |       |
| Gnathosaurus Meyer, 1833 [réf. souhaitée] | G. subulatus Meyer, 1833 [réf. souhaitée] |                           |             |       |
| Guidraco Wang et al., 2012                | G. venator                                |                           |             |       |

## H
- Haut – A
- B
- C
- D
- E
- F
- G
- H
- I
- J
- K
- L
- M
- N
- O
- P
- Q
- R
- S
- T
- U
- V
- W
- X
- Y
- Z

| Genre                                              | Espèce                        | Synonymes | Notes       | Image                                                                 |
| -------------------------------------------------- | ----------------------------- | --------- | ----------- | --------------------------------------------------------------------- |
| Hamipterus Wang et al., 2014                       | H. tianshanensis              |           |             |                                                                       |
| Haopterus Wang et Lü, 2001                         | H. gracilis                   |           |             |                                                                       |
| Harpactognathus Carpenter et al., 2003             | H. gentryii                   |           |             |                                                                       |
| Hatzegopteryx Buffetaut, Grigorescu et Csiki, 2002 | H. thambema                   |           |             |                                                                       |
| Haenamichnus Hwang et al., 2002                    | H. uhangriensis               |           | ichnotaxon  |                                                                       |
| Herbstosaurus Casamiquela, 1974                    | H. pigmaeus                   |           |             |                                                                       |
| Hongshanopterus Wang et al., 2008                  | H. lacustris                  |           |             |                                                                       |
| Huanhepterus Dong, 1982                            | H. quingyangensis             |           |             | Silhouette de Huanhepterus, en gris clair, le matériel fossile connu. |
| Huaxiadraco Pêgas et al., 2023                     | H. benxiensis Lü et al., 2006 |           |             |                                                                       |
| Huaxiadraco Pêgas et al., 2023                     | H. corollatus                 |           | Espèce type |                                                                       |
| Huaxiapterus                                       | H. atavismus                  |           |             |                                                                       |
| Huaxiapterus                                       | H. jii                        |           | Espèce type |                                                                       |

## I
- Haut – A
- B
- C
- D
- E
- F
- G
- H
- I
- J
- K
- L
- M
- N
- O
- P
- Q
- R
- S
- T
- U
- V
- W
- X
- Y
- Z

| Genre                                         | Espèce              | Synonymes | Notes | Image |
| --------------------------------------------- | ------------------- | --- | ----- | ----- |
| Iberodactylus Holgado et al., 2019            | I. andreui          | |       |       |
| Ikrandraco Wang et al., 2014                  | I. avatar           | |       |       |
| Ikrandraco Wang et al., 2014                  | I. machaerorhynchus | - Ornithocheirus machaerorhynchus - Lonchodectes machaerorhynchus - Lonchodraco machaerorhynchus - Ornithocheirus microdon - Lonchodectes microdon - Lonchodraco microdon - Pterodactylus oweni - Ornithocheirus oweni |       |       |
| Istiodactylus Howse, Milner, et Martill, 2001 | I. latidens         | Ornithodesmus latidens |       |       |
| Istiodactylus Howse, Milner, et Martill, 2001 | I. sinensis         | |       |       |

## J
- Haut – A
- B
- C
- D
- E
- F
- G
- H
- I
- J
- K
- L
- M
- N
- O
- P
- Q
- R
- S
- T
- U
- V
- W
- X
- Y
- Z

| Genre                              | Espèce           | Synonymes | Notes | Image |
| ---------------------------------- | ---------------- | --------- | ----- | ----- |
| Javelinadactylus Campos, 2021      | J. sagebieli     |           |       |       |
| Jeholopterus Wang et al., 2002     | J. ninchengensis |           |       |       |
| Jianchangnathus Cheng et al., 2012 | J. robustus      |           |       |       |
| Jianchangopterus Lü et Bo, 2011    | J. zhaoianus     |           |       |       |
| Jidapterus Dong, Sun et Wu, 2003   | J. edentus       |           |       |       |

## K
- Haut – A
- B
- C
- D
- E
- F
- G
- H
- I
- J
- K
- L
- M
- N
- O
- P
- Q
- R
- S
- T
- U
- V
- W
- X
- Y
- Z

| Genre                                  | Espèce                              | Synonymes | Notes       | Image |
| -------------------------------------- | ----------------------------------- | --------- | ----------- | ----- |
| Kariridraco Cerqueira et al., 2021     | K. dianae                           |           |             |       |
| Kepodactylus Harris et Carpenter, 1996 | K. insperatus                       |           |             |       |
| Keresdrakon Kellner et al., 2019       | K. vilsoni                          |           |             |       |
| Klobiodon O'Sullivan et Martill, 2018  | K. rochei                           |           |             |       |
| Kryptodrakon Andres, Clark et Xu, 2014 | K. progenitor                       |           |             |       |
| Kunpengopterus Wang et al., 2010       | K. antipollicatus Zhou et al., 2021 |           |             |       |
| Kunpengopterus Wang et al., 2010       | K. sinensis Wang et al.,            |           | Espèce type |       |

## L
- Haut – A
- B
- C
- D
- E
- F
- G
- H
- I
- J
- K
- L
- M
- N
- O
- P
- Q
- R
- S
- T
- U
- V
- W
- X
- Y
- Z

| Genre                                           | Espèce                             | Synonymes                                                                      | Notes | Image |
| ----------------------------------------------- | ---------------------------------- | ------------------------------------------------------------------------------ | ----- | ----- |
| Lacusovagus Witton, 2008                        | L. magnificens                     |                                                                                |       |       |
| Laopteryx Marsh, 1881                           | L. priscus                         |                                                                                |       |       |
| Leptostomia Smith et al., 2020                  | L. begaaensis                      |                                                                                |       |       |
| Liaodactylus Zhou et al., 2017                  | L. primus                          |                                                                                |       |       |
| Liaoningopterus Wang et Zhou, 2003              | L. gui                             |                                                                                |       |       |
| Liaoxipterus Dong et Lü, 2005                   | L. brachyognathus                  |                                                                                |       |       |
| Lingyuanopterus                                 | L. camposi                         |                                                                                |       |       |
| Linlongopterus Rodrigues et al., 2015           | L. jennyae                         |                                                                                |       |       |
| Lonchodectes Hooley, 1914                       | L. compressirostris Owen, 1851     |                                                                                |       |       |
| Lonchodraco Rodrigues et Kellner, 2013          | L. giganteus Bowerbank, 1846       | - Pterodactylus giganteus - Lonchodectes giganteus - Pterodactylus conirostris |       |       |
| Lonchognathosaurus Maisch, Matzke, et Sun, 2004 | L. acutirostris                    |                                                                                |       |       |
| Longchengpterus Wang et al., 2006               | L. zhaoi                           |                                                                                |       |       |
| Luchibang Hone et al., 2020                     | L. xingzhe                         |                                                                                |       |       |
| Ludodactylus Frey et al. 2003                   | L. sibbicki                        |                                                                                |       |       |
| Luopterus Hone, 2020                            | L. mutoudengensis Lü et Hone, 2012 | - Dendrorhynchoides mutoudengensis                                             |       |       |

## M
- Haut – A
- B
- C
- D
- E
- F
- G
- H
- I
- J
- K
- L
- M
- N
- O
- P
- Q
- R
- S
- T
- U
- V
- W
- X
- Y
- Z

| Genre                                           | Espèce           | Synonymes                                           | Notes | Image                            |
| ----------------------------------------------- | ---------------- | --------------------------------------------------- | ----- | -------------------------------- |
| Maaradactylus Bantim et al., 2014               | M. kellneri      |                                                     |       |                                  |
| Maaradactylus Bantim et al., 2014               | M. spielbergi    | - Coloborhynchus spielbergi - Anhanguera spielbergi |       |                                  |
| Mesadactylus Jensen et Padian, 1989             | M. ornithosphyos |                                                     |       |                                  |
| Mimodactylus Kellner et al., 2019               | M. libanensis    |                                                     |       |                                  |
| Mistralazhdarcho Vullo et al., 2018             | M. maggii        |                                                     |       |                                  |
| Moganopterus Lü et al., 2012                    | M. zhuiana       |                                                     |       |                                  |
| Montanazhdarcho Padian, Ricqlès et Horner, 1995 | M. minor         |                                                     |       |                                  |
| Muzquizopteryx Frey et al., 2006                | M. coahuilensis  |                                                     |       |                                  |
| Mythunga Molnar et Thulborn, 2008               | M. camara        |                                                     |       | Holotype de Mythunga camara en B |

## N
- Haut – A
- B
- C
- D
- E
- F
- G
- H
- I
- J
- K
- L
- M
- N
- O
- P
- Q
- R
- S
- T
- U
- V
- W
- X
- Y
- Z

| Genre                                             | Espèce                                     | Synonymes | Notes | Image                                               |
| ------------------------------------------------- | ------------------------------------------ | --- | ----- | --------------------------------------------------- |
| Navajodactylus Sullivan et Fowler, 2011           | N. boerei                                  | |       |                                                     |
| Nemicolopterus Wang et al., 2008                  | N. crypticus                               | |       |                                                     |
| Nesodactylus Colbert, 1969                        | N. hesperius                               | |       |                                                     |
| Nicorhynchus Holgado et Pêgas, 2020               | N. capito Seeley, 1870                     | - Ornithocheirus capito - Coloborhynchus capito - Ornithocheirus reedi - Criorhynchus reedi - Coloborhynchus reedi    |       |                                                     |
| Nicorhynchus Holgado et Pêgas, 2020               | N. fluviferox Jacobs et al., 2019          | - Coloborhynchus fluviferox                                                                                           |       |                                                     |
| Ningchengopterus Lü                               | N. liuae                                   | |       |                                                     |
| Noripterus Young, 1973                            | N. complicidens Young, 1973                | |       | Noripterus complicidens sur un timbre d'Azerbaïdjan |
| Noripterus Young, 1973                            | N. parvus Bakhurina, 1982 [réf. souhaitée] | |       | Noripterus parvus (en bas)                          |
| Normannognathus Buffetaut, LePage et LePage, 1998 | N. wellnhoferi                             | |       |                                                     |
| Nurhachius Wang et al., 2005                      | N. ignaciobritoi Wang et al., 2005         | |       |                                                     |
| Nurhachius Wang et al., 2005                      | N. luei Zhou et al., 2019                  | |       |                                                     |
| Nyctosaurus Marsh, 1876                           | N. gracilis Marsh, 1876                    | - Pteranodon gracilis - Nyctodactylus gracilis - Nyctosaurus leptodactylus - Nyctosaurus bonneri - Pteranodon bonneri |       |                                                     |
| Nyctosaurus Marsh, 1876                           | N. lamegoi Price, 1953                     | |       |                                                     |
| Nyctosaurus Marsh, 1876                           | N. nanus Marsh, 1881                       | - Pteranodon nanus |       |                                                     |

## O
- Haut – A
- B
- C
- D
- E
- F
- G
- H
- I
- J
- K
- L
- M
- N
- O
- P
- Q
- R
- S
- T
- U
- V
- W
- X
- Y
- Z

| Genre                          | Espèce              | Synonymes                                                               | Notes | Image |
| ------------------------------ | ------------------- | ----------------------------------------------------------------------- | ----- | ----- |
| Ordosipterus Ji, 2020          | O. planignathus     |                                                                         |       |       |
| Orientognathus Lü et al., 2015 | O. chaoyangensis    |                                                                         |       |       |
| Ornithocheirus Seeley, 1869    | O. simus Owen, 1861 | - Pterodactylus simus - Criorhynchus simus - Ornithocheirus platyrhinus |       |       |
| Otogopterus Ji & Zhang, 2020   | O. haoae            |                                                                         |       |       |

## P
- Haut – A
- B
- C
- D
- E
- F
- G
- H
- I
- J
- K
- L
- M
- N
- O
- P
- Q
- R
- S
- T
- U
- V
- W
- X
- Y
- Z

| Genre                                         | Espèce                                   | Synonymes                                                               | Notes                                                    | Image                                                             |
| --------------------------------------------- | ---------------------------------------- | ----------------------------------------------------------------------- | -------------------------------------------------------- | ----------------------------------------------------------------- |
| Pachagnathus                                  | P. benitoi                               |                                                                         |                                                          |                                                                   |
| Palaeocursornis Kessler & Jurcsák, 1986       | P. corneti Kessler & Jurcsák, 1984       | - Limnornis corneti - Eurolimnornis corneti - Palaeocursornis biharicus | Initialement nommé Limnornis mais ce nom était préoccupé |                                                                   |
| Pangupterus Lü et al., 2016                   | P. liui                                  |                                                                         |                                                          |                                                                   |
| Parapsicephalus Arthaber, 1919                | P. purdoni Newton, 1888                  | - Scaphognathus purdoni - Dorygnathus purdoni                           |                                                          | Crâne de Paraspicephalus purdoni vu du dessus                     |
| Peteinosaurus Wild, 1978                      | P. zambellii                             |                                                                         |                                                          |                                                                   |
| Phosphatodraco Pereda-Suberbiola et al., 2003 | P. mauritanicus                          |                                                                         |                                                          |                                                                   |
| Piksi Varricchio, 2002                        | P. barbarulna                            |                                                                         |                                                          |                                                                   |
| Plataleorhynchus Howse et Milner, 1995        | P. streptorophorodon                     |                                                                         |                                                          |                                                                   |
| Prejanopterus Vidarte et Calvo, 2010          | P. curvirostris                          | - Prejanopterus curvirostra                                             |                                                          |                                                                   |
| Preondactylus Wild, 1984                      | P. bufarinii                             |                                                                         |                                                          |                                                                   |
| Pteraichnus Stokes, 1957                      | P. cidacoi Vidart, 2001                  |                                                                         | Ichnoespèce                                              |                                                                   |
| Pteraichnus Stokes, 1957                      | P. manueli Calvo, 2001                   |                                                                         | Ichnoespèce                                              |                                                                   |
| Pteraichnus Stokes, 1957                      | P. palacieisaenzi Arribas et Perez, 2000 |                                                                         | Ichnoespèce                                              |                                                                   |
| Pteraichnus Stokes, 1957                      | P. saltwashensis Stokes, 1957            |                                                                         | Espèce type, ichnoespèce                                 |                                                                   |
| Pteraichnus Stokes, 1957                      | P. stokesi Lockley et al.,1995           |                                                                         | Ichnoespèce                                              |                                                                   |
| Pteraichnus Stokes, 1957                      | P. vetsustior Fuentes, 2001              |                                                                         | Ichnoespèce                                              |                                                                   |
| Pteranodon Marsh, 1876                        | P. longiceps                             |                                                                         |                                                          |                                                                   |
| Pterodactylus                                 | P. antiquus                              |                                                                         | Premier ptérosaure découvert                             |                                                                   |
| Pterodaustro Bonaparte, 1970                  | P. guinazui                              |                                                                         |                                                          |                                                                   |
| Pterofiltrus Jiang et Wang, 2011              | P. qiui                                  |                                                                         |                                                          |                                                                   |
| Pterorhynchus Czerkas & Ji, 2002              | P. wellnhoferi                           |                                                                         |                                                          | Silhouette de Pterorhynchus, en blanc, le matériel fossile connu. |
| Puntanipterus Bonaparte et Sánchez, 1975      | P. globosus                              |                                                                         |                                                          |                                                                   |

## Q
- Haut – A
- B
- C
- D
- E
- F
- G
- H
- I
- J
- K
- L
- M
- N
- O
- P
- Q
- R
- S
- T
- U
- V
- W
- X
- Y
- Z

| Genre                           | Espèce                    | Synonymes | Notes       | Image                                                              |
| ------------------------------- | ------------------------- | --------- | ----------- | ------------------------------------------------------------------ |
| Qinglongopterus Lü et al., 2012 | Q. guoi                   |           |             |                                                                    |
| Quetzalcoatlus Lawson, 1975     | Q. lawsoni                |           |             | Silhouette de Quetzalcoatlus, en blanc, le matériel fossile connu. |
| Quetzalcoatlus Lawson, 1975     | Q. northropi Lawson, 1975 |           | espèce type |                                                                    |

## R
- Haut – A
- B
- C
- D
- E
- F
- G
- H
- I
- J
- K
- L
- M
- N
- O
- P
- Q
- R
- S
- T
- U
- V
- W
- X
- Y
- Z

## S
- Haut – A
- B
- C
- D
- E
- F
- G
- H
- I
- J
- K
- L
- M
- N
- O
- P
- Q
- R
- S
- T
- U
- V
- W
- X
- Y
- Z

| Genre                                | Espèce                           | Synonymes                                                                                    | Notes | Image |
| ------------------------------------ | -------------------------------- | -------------------------------------------------------------------------------------------- | ----- | ----- |
| Samrukia Naish et al., 2012          | S. nessovi                       |                                                                                              |       |       |
| Seazzadactylus Dalla Vecchia, 2019   | S. venieri                       |                                                                                              |       |       |
| Sericipterus Andres et al., 2010     | S. wucaiwanensis                 |                                                                                              |       |       |
| Serradraco Rigal et al., 2017        | S. sagittirostris Owen, 1874     | - Pterodactylus sagittirostris - Ornithocheirus sagittirostris - Lonchodectes sagittirostris |       |       |
| Shenzhoupterus Lü et al., 2008       | S. chaoyangensis Lü et al., 2008 | aucun synonyme                                                                               |       |       |
| Shenzhoupterus Lü et al., 2008       | S. sanyainus Ji et al., 2023     | aucun synonyme                                                                               |       |       |
| Simurghia Longrich et al., 2018      | S. robusta                       |                                                                                              |       |       |
| Sinomacrops Wei et al., 2021         | S. bondei                        |                                                                                              |       |       |
| Sinopterus                           | S.                               |                                                                                              |       |       |
| Siroccopteryx Mader et Kellner, 1999 | S. moroccensis                   |                                                                                              |       |       |
| Sordes (Pterosauria) Sharov, 1971    | S. pilosus                       |                                                                                              |       |       |

## T
- Haut – A
- B
- C
- D
- E
- F
- G
- H
- I
- J
- K
- L
- M
- N
- O
- P
- Q
- R
- S
- T
- U
- V
- W
- X
- Y
- Z

| Genre                                   | Espèce                                    | Synonymes | Notes                                        | Image                                                                 |
| --------------------------------------- | ----------------------------------------- | --- | -------------------------------------------- | --------------------------------------------------------------------- |
| Tacuadactylus Soto et al., 2021         | T. luciae                                 | |                                              |                                                                       |
| Tapejara Kellner, 1989                  | T. wellnhoferi                            | |                                              |                                                                       |
| Targaryendraco Pêgas et al., 2019       | - T. wiedenrothi Wild, 1990               | Ornithocheirus wiedenrothi                                                                                      | Initialement assigné au genre Ornithocheirus |                                                                       |
| Tendaguripterus Unwin et Heinrich, 1999 | T. recki                                  | |                                              |                                                                       |
| Tethydraco Longrich et al., 2018        | T. regalis                                | |                                              |                                                                       |
| Thalassodromeus Kellner et Campos, 2002 | T. sethi Kellner et Campos, 2002          | |                                              |                                                                       |
| Thalassodromeus Kellner et Campos, 2002 | T. oberlii Headden et Campos, 2014        | |                                              |                                                                       |
| Thanatosdrakon                          | T. amaru                                  | |                                              |                                                                       |
| Thapunngaka Richard et al., 2021        | T. shawi                                  | |                                              |                                                                       |
| Tropeognathus Wellnhofer, 1987          | T. mesembrinus                            | - Anhanguera - mesembrinus - Coloborhynchus mesembrinus - Criorhynchus mesembrinus - Ornithocheirus mesembrinus |                                              |                                                                       |
| Tupandactylus Kellner et Campos, 2007   | T. imperator Campos et Kellner, 1997      | - Tapejara imperator - Ingridia imperator                                                                       |                                              |                                                                       |
| Tupandactylus Kellner et Campos, 2007   | T. navigans                               | - Tapejara navigans - Ingridia navigans                                                                         |                                              |                                                                       |
| Tupuxuara Kellner et Campos, 1988       | T. deliradamus Witton, 2009               | |                                              |                                                                       |
| Tupuxuara Kellner et Campos, 1988       | T. leonardi Kellner et Campos, 1994       | |                                              | Tupuxuara leonardii (à gauche) et Tupuxuara longicristatus (à droite) |
| Tupuxuara Kellner et Campos, 1988       | T. longicristatus Kellner et Campos, 1988 | |                                              | Tupuxuara leonardii (à gauche) et Tupuxuara longicristatus (à droite) |

## U
- Haut – A
- B
- C
- D
- E
- F
- G
- H
- I
- J
- K
- L
- M
- N
- O
- P
- Q
- R
- S
- T
- U
- V
- W
- X
- Y
- Z

| Genre                                     | Espèce                                | Synonymes                  | Notes | Image |
| ----------------------------------------- | ------------------------------------- | -------------------------- | ----- | ----- |
| Uktenadactylus Rodrigues et Kellner, 2009 | U. rodriguesae Holgado et Pêgas, 2020 |                            |       |       |
| Uktenadactylus Rodrigues et Kellner, 2009 | U. wadleighi Lee, 1994                | - Coloborhynchus wadleighi |       |       |
| Unwindia Martill, 2011                    | U. trigonus                           |                            |       |       |

## V
- Haut – A
- B
- C
- D
- E
- F
- G
- H
- I
- J
- K
- L
- M
- N
- O
- P
- Q
- R
- S
- T
- U
- V
- W
- X
- Y
- Z

| Genre                             | Espèce           | Synonymes | Notes | Image                                                          |
| --------------------------------- | ---------------- | --------- | ----- | -------------------------------------------------------------- |
| Vectidraco Naish et al., 2013     | V. daisymorrisae |           |       | Silhouette de Vectidraco, en blanc, le matériel fossile connu. |
| Vesperopterylus Lü et al., 2017   | V. lamadongensis |           |       |                                                                |
| Volgadraco Averianov et al., 2008 | V. bogolubovi    |           |       |                                                                |

## W
- Haut – A
- B
- C
- D
- E
- F
- G
- H
- I
- J
- K
- L
- M
- N
- O
- P
- Q
- R
- S
- T
- U
- V
- W
- X
- Y
- Z

| Genre                                 | Espèce            | Synonymes | Notes | Image |
| ------------------------------------- | ----------------- | --------- | ----- | ----- |
| Wellnhopterus                         | W. brevirostris   |           |       |       |
| Wenupteryx Codorniú & Gasparini, 2013 | W. uzi            |           |       |       |
| Wightia Martill et al., 2020          | W. declivirostris |           |       |       |
| Wukongopterus Wang et al., 2009       | W. lii            |           |       |       |

## X
- Haut – A
- B
- C
- D
- E
- F
- G
- H
- I
- J
- K
- L
- M
- N
- O
- P
- Q
- R
- S
- T
- U
- V
- W
- X
- Y
- Z

| Genre                         | Espèce          | Synonymes | Notes | Image |
| ----------------------------- | --------------- | --------- | ----- | ----- |
| Xericeps Martill et al., 2018 | X. curvirostris |           |       |       |

## Y
- Haut – A
- B
- C
- D
- E
- F
- G
- H
- I
- J
- K
- L
- M
- N
- O
- P
- Q
- R
- S
- T
- U
- V
- W
- X
- Y
- Z

| Genre                            | Espèce                             | Synonymes | Notes | Image |
| -------------------------------- | ---------------------------------- | --------- | ----- | ----- |
| Yelaphomte Martínez et al., 2023 | Y. praderioi Martínez et al., 2023 |           |       |       |
| Yixianopterus Lü et al., 2006    | Y. jingangshanensis                |           |       |       |

## Z
- Haut – A
- B
- C
- D
- E
- F
- G
- H
- I
- J
- K
- L
- M
- N
- O
- P
- Q
- R
- S
- T
- U
- V
- W
- X
- Y
- Z

| Genre                            | Espèce          | Synonymes | Notes | Image                                                               |
| -------------------------------- | --------------- | --------- | ----- | ------------------------------------------------------------------- |
| Zhejiangopterus Cai et Wei, 1994 | Z. linhaiensis  | Aucun     |       |                                                                     |
| Zhenyuanopterus Lü, 2010         | Z. longirostris |           |       | Silhouette de Zhenyuanopterus, en blanc, le matériel fossile connu. |

## Genres non valides, mal identifiés ou douteux
| Genre                                   | Espèce                       | Statut | Notes |
| --------------------------------------- | ---------------------------- | --- | --- |
| Agadirichnus                            | A.                           | Cette section est vide, insuffisamment détaillée ou incomplète. Votre aide est la bienvenue ! Comment faire ? | Cette section est vide, insuffisamment détaillée ou incomplète. Votre aide est la bienvenue ! Comment faire ? |
| Aidachar Nesov, 1981                    | A. paludalis Nesov, 1981     | Valide | Connu à partir d'un matériel fossile initialement interprété comme des fragments de la mâchoire d'un ptérosaure de la famille des Ctenochasmatidae. En réalité, un poisson ichthyodectiforme.                                    |
| Amblydectes Hooley, 1914                | A.? crassidens               | Nomen dubium                                                                                                  | Cette section est vide, insuffisamment détaillée ou incomplète. Votre aide est la bienvenue ! Comment faire ? |
| Amblydectes Hooley, 1914                | A.? eurygnathus Seeley, 1870 | Nomen dubium                                                                                                  | Cette section est vide, insuffisamment détaillée ou incomplète. Votre aide est la bienvenue ! Comment faire ? |
| Amblydectes Hooley, 1914                | A.? platystomus Seeley, 1870 | Nomen dubium                                                                                                  | Cette section est vide, insuffisamment détaillée ou incomplète. Votre aide est la bienvenue ! Comment faire ? |
| Apatomerus                              | A. mirus                     | Cette section est vide, insuffisamment détaillée ou incomplète. Votre aide est la bienvenue ! Comment faire ? | Cette section est vide, insuffisamment détaillée ou incomplète. Votre aide est la bienvenue ! Comment faire ? |
| Avgodectes                              | A. pseudembryon              | Cette section est vide, insuffisamment détaillée ou incomplète. Votre aide est la bienvenue ! Comment faire ? | Cette section est vide, insuffisamment détaillée ou incomplète. Votre aide est la bienvenue ! Comment faire ? |
| Banguela Headden & Campos, 2014         | B. oberlii                   | Synonyme de Talassodromeus oberlii                                                                            | |
| Belonochasma Broili, 1939               | B. aenigmaticum              | | |
| Brachytrachelus                         | B. crassirostris             | Préoccupé, synonyme de Scaphognathus crassirostris                                                            | Nom déjà porté par un coléoptère |
| Campylognathus                          | C.                           | Préoccupé, synonyme de Campylognathoides                                                                      | Nom déjà porté par une punaise, ce nom étant lui même un synonyme plus récent de Maurodactylus |
| Cimoliornis Owen, 1846                  | C. diomedeus                 | | |
| Criorhynchus                            | C.                           | | |
| Daitingopterus                          | D. rhamphastinus             | Nomen nudum, synonyme d'Altmuehlopterus rhamphastinus                                                         | nom créé en 2004 par M.W.Maisch, A.T.Matzke et Ge Sun dans un diagramme ou ils élèvent l'espèce au rang de genre mais qui n'a jamais fait l'objet d'une description officielle. Connu aujourd'hui sous le nom d'Altmuehlopterus. |
| Dendrorhynchus                          | D.                           | Préoccupé, synonyme de Dendrorhynchoides                                                                      | Nom déjà porté par un prostite |
| Doratorhynchus                          | D. validus                   | | |
| Faxinalipterus                          | F. minima                    | | |
| Gallodactylus                           | G. canjuersensis             | | |
| Gwawinapterus                           | G. beardi                    | Valide | |
| Ingridia                                | I. imperator                 | Genre synomyme plus récent de Tupandactylus ; espèces valides                                                 | |
| Ingridia                                | I. navigans                  | Genre synomyme plus récent de Tupandactylus ; espèces valides                                                 | |
| Kouphichnium                            | K. lithographicum            | | Ichnotaxon connu à partir d'une piste d'empreintes fossiles désormais attribuées à une limule |
| Limnornis                               | L. corneti                   | Préoccupé | |
| Lithosteornis                           |                              | | |
| Macrotrachelus                          | M. longirostris              | | |
| Nesodon                                 | N. hesperius                 | lapsus calami de Nesodactylus                                                                                 | |
| Nyctodactylus                           | N. gracilis                  | | |
| Occidentalia                            | O. eatoni                    | | |
| Odontorhynchus                          | O. longicaudus               | | |
| Oolithorhynchus                         |                              | | |
| Ornithocephalus                         | O. antiquus                  | | |
| Ornithocephalus                         | O. kochi                     | | |
| Ornithocephalus                         | O. longirostris              | | |
| Ornithodesmus                           | O. cluniculus                | | |
| Ornithopterus                           | O. lavateri                  | | |
| Ornithostoma                            | O. sedgwicki                 | | |
| Osteornis                               |                              | | |
| Pachyrhamphus                           | P. crassirostris             | | Nom déjà porté par un oiseau |
| Palaeornis                              | P. cliftii                   | | |
| Paranurognathus                         | P. tischlingeri              | | |
| Phobetor                                | P. parvus                    | | |
| Pricesaurus                             | P. megalodon                 | nomen nudum                                                                                                   | |
| Procoelosaurus                          | P.                           | | |
| Pteromimus                              | P. longicollis               | | |
| Pteromonodactylus                       |                              | | |
| Pterotherium                            | P.                           | | |
| Purbeckopus                             | P.                           | | |
| Rhabdopelix                             | R.                           | | |
| Rhamphocephalus                         | R.                           | | |
| Sultanuvaisia                           | S.                           | | |
| Titanopteryx                            | T.                           | | |
| Tribelesodon                            | T.                           | | |
| Utahdactylus Czerkas et Mickelson, 2002 | U. kateae                    | | |
| Wyomingopteryx                          | W.                           | | |